# Jack Falahee

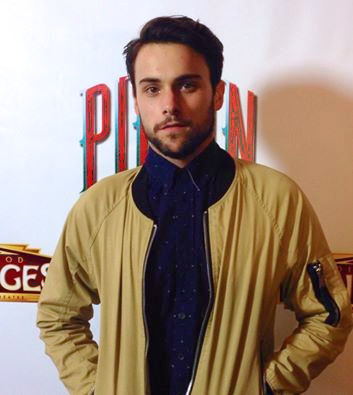
Jack Falahee (2015)

Jack Ryan Falahee (* 20. Februar 1989 in Ann Arbor, Michigan) ist ein US-amerikanischer Schauspieler und Sänger. Bekannt wurde er durch seine Rolle des Connor Walsh in der ABC-Serie How to Get Away with Murder.

## Leben
Jack Falahee ist am 20. Februar 1989 in Ann Arbor, Michigan geboren. Seine Mutter ist Logopädin und hat italienische Vorfahren. Sein Vater ist Neurochirurg und hat irische, deutsche, schweizerische und englische Vorfahren. Der Familienname „Falahee“ kommt ursprünglich aus Limerick, Irland. Falahee hat eine ältere Schwester, die Anwältin ist, einen älteren und einen jüngeren Bruder. Er ging zur Huron High School und besuchte ab der 11. Klasse zusätzlich die Pioneer High School, um dort der Theatergruppe beizutreten. 2011 schloss Falahee sein Schauspielstudium an der Tisch School of the Arts ab. Unter anderem spielte er in dieser Zeit in Produktionen von Verlorene Liebesmüh und Ein Sommernachtstraum mit. 2013 war er Catering-Mitarbeiter in New York und arbeitete ein halbes Jahr später als Lyft-Fahrer in Los Angeles.

## Karriere
2012 war er in seiner ersten richtigen Rolle als Gast in der Webserie Submissions Only zu sehen. Sein Fernsehdebüt hatte er 2013 mit einer Gastrolle in der The-CW-Jugendserie The Carrie Diaries. Im selben Jahr war Falahee noch in der NBC-Dramaserie Ironside zu sehen. Zudem hatte er 2013 seine erste größere Rolle in dem Lifetime-Television-Film Escape from Polygamy. Danach folgten noch Rollen in mehreren Independentfilmen. Darunter Hunter, Blood and Circumstance und Slider.
2014 war Falahee neben Nicolas Cage und Rachel Nichols bei dem Action-Thriller Tokarev – Die Vergangenheit stirbt niemals zu sehen. Im selben Jahr noch spielte er in den letzten acht Episoden der Jugend-Mysteryserie Twisted mit.
Anfang Februar 2014 wurde bestätigt, dass Falahee für eine Rolle in der ABC-Serie How to Get Away with Murder besetzt werde. Er spielt neben Aja Naomi King, Alfred Enoch, Matt McGorry und Karla Souza einen der Keating Five, den Jura-Studenten Connor Walsh.

## Filmografie
- 2012: Submissions Only (Webserie, Episode: 2x7)
- 2012: Sunburn (Kurzfilm)
- 2013: Campus Life
- 2013: The Carrie Diaries (Fernsehserie, Episode: 1x8)
- 2013: Hunter
- 2013: Escape from Polygamy (Fernsehfilm)
- 2013: Ironside (Fernsehserie, Episode: 1x9)
- 2014: Tokarev – Die Vergangenheit stirbt niemals (Rage)
- 2014: Blood and Circumstance
- 2014: Twisted (Fernsehserie, 8 Episoden)
- 2014: Slider
- 2014–2020: How to Get Away with Murder (Fernsehserie, 90 Episoden)
- 2015: Lily & Kat
- 2015: Campus Code
- 2016–2017: Mercy Street (Fernsehserie, 7 Folgen)
- 2017: Blowtorch
- 2018: Angel - I will find you
- 2018: The Song of Sway Lake
- 2018: We are Boats
- 2019: Berserk
- 2019: At 30 We Throw Dinner Parties
- 2019: Crossbow (Kurzfilm; Drehbuch und Schauspieler)
- 2023: Hayseed